# NGC 6438
NGC 6438 é uma galáxia lenticular (S0) localizada na direcção da constelação de Octans. Possui uma declinação de -85° 24' 06" e uma ascensão recta de 18 horas, 22 minutos e 15,9 segundos.
A galáxia NGC 6438 foi descoberta em 2 de Junho de 1835 por John Herschel.